# Elodes sternalis
Elodes sternalis es una especie de coleóptero de la familia Scirtidae.

## Distribución geográfica
Habita en Europa.